# 彭百里
彭百里 KC（1966年1月9日—），加拿大政治人物和律師，1996年至2012年間以卑詩自由黨黨員身份擔任卑詩省議會議員，先後代表智利域選區（1996年-2001年）、智利域—肯特選區（2001年-2009年）和智利域—合普選區（2009年-2012年）。他曾於自由黨執政期間在省長金寶爾和簡蕙芝內閣中擔任環境廳長、原住民關係及和解廳長、和律政廳長等職務。

## 早年生活及事業
彭百里生於卑詩省北部基蒂馬特，於菲沙河谷東部智利域成長，曾於夏季任職郊野公園管理員及供職當地鋸木廠。他於1986年從菲沙河谷學院（現菲沙河谷大學）畢業；2014年他入選該校40名傑出校友 。他後到西門菲沙大學修讀政治學和經濟，1989年從該校取得學士學位，同年入選卑詩省議會見習生。他於維多利亞大學攻讀法律期間參與該校的合作教育計劃，1991年到泰國曼谷某律師樓實習，1992年從該校取得法律學位後於智利域執業。

## 從政
他參與競逐1996年省選的卑詩自由黨智利域選區候選人提名，並擊敗該區在任自由黨省議員奇瑟姆（Bob Chisholm）出線，最終在該屆省選以37.9%得票首度當選省議員。時任新民主黨省政府於1997年計劃關閉智利域法院，彭百里率領抗議活動。省府最終撤回該項決定，並於智利域興建一座新法院。
2001年省選他於新設的智利域—肯特選區連任省議員。自由黨贏取該屆省選後上台執政，彭百里則於同年6月獲省長金寶爾任命為太平洋西北經濟區卑詩省代表團成員，並從2002年-03年間出任該組織主席。他亦曾任執政黨黨團天然資源委員會主席，以及公營企業常務委員會成員。2002年他在省議會提出動議，敦促省府設立安珀警報系統以協助警方尋找失蹤兒童。動議於2003年通過，而卑詩省的安珀警報系統則於2004年投入運作。他於2004年2月獲任為省議會執政黨首席議員范高廉的議會秘書，並藉此任職執政黨副首席議員。
他於2005年省選連任智利域—肯特選區省議員，並獲省長金寶爾委任入閣，出任環境廳長。2007年6月他公布確診患有平滑肌肉瘤，接受治療期間繼續廳長職務。2005年-08年間他兼任專責水源管理及永續社區廳長，2009年1月至6月間他則兼任專責氣候行動廳長。
2009年省選他在新設的智利域—合普選區以逾53%得票連任，並留任環境廳長，2010年10月則調任原住民關係及和解廳長。他從2010年12月起兼任律政廳長，接替因競選自由黨黨魁而辭任廳長的麥德莊。簡蕙芝當選黨魁並於2011年3月就任省長後，彭百里留任律政廳長，但原住民關係及和解廳長職務則由蒲拉克（Mary Polak）繼任。

## 離開政治
2011年8月18日，彭百里宣布辭任律政廳長，並且不會在下屆省選競逐連任，以便陪伴妻子及當時年幼的長女；他當時表示計劃留任省議員至下屆省選為止。同年11月24日他則表示會提早於2012年初離職，並到戴維斯律師事務所（Davis LLP）執業；他於2012年1月9日正式卸任省議員。
他於2014年與家人遷居緬甸，在當地供職某律師樓，協助吸引外企投資當地通訊及能源業。他在次女出生前舉家遷回卑詩省，並於2015年創辦彭百里太平洋顧問服務公司。他於2016年3月獲自由黨省政府任命為卑詩保險公司董事會主席；新民主黨取代自由黨執政後，他則於2017年7月19日卸任該職。

## 外部連結
- （英文）卑詩省議會網站 彭百里議員簡介 （页面存档备份，存于）